# La cara de la Lluna

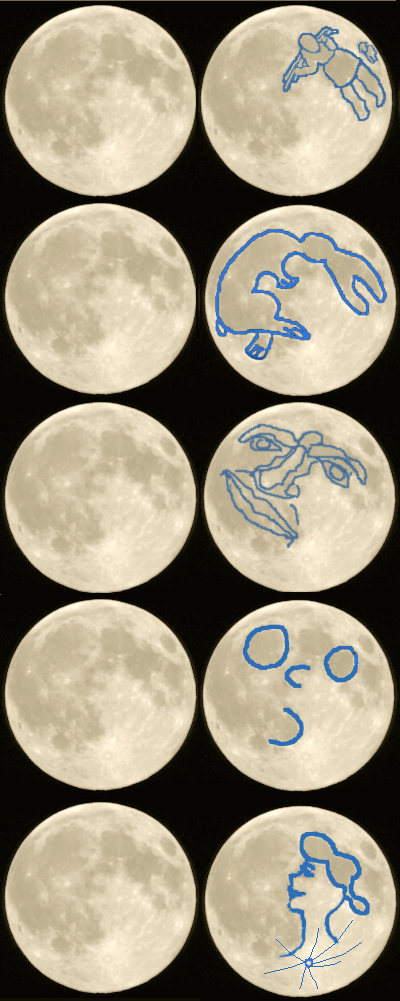
Possibles interpretacions de la cara de la lluna

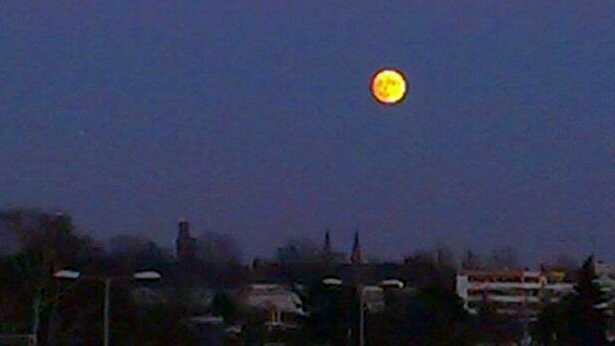
Lluna plena sobre Berlín (Alemanya) aproximadament 30 minuts després de la seva sortida

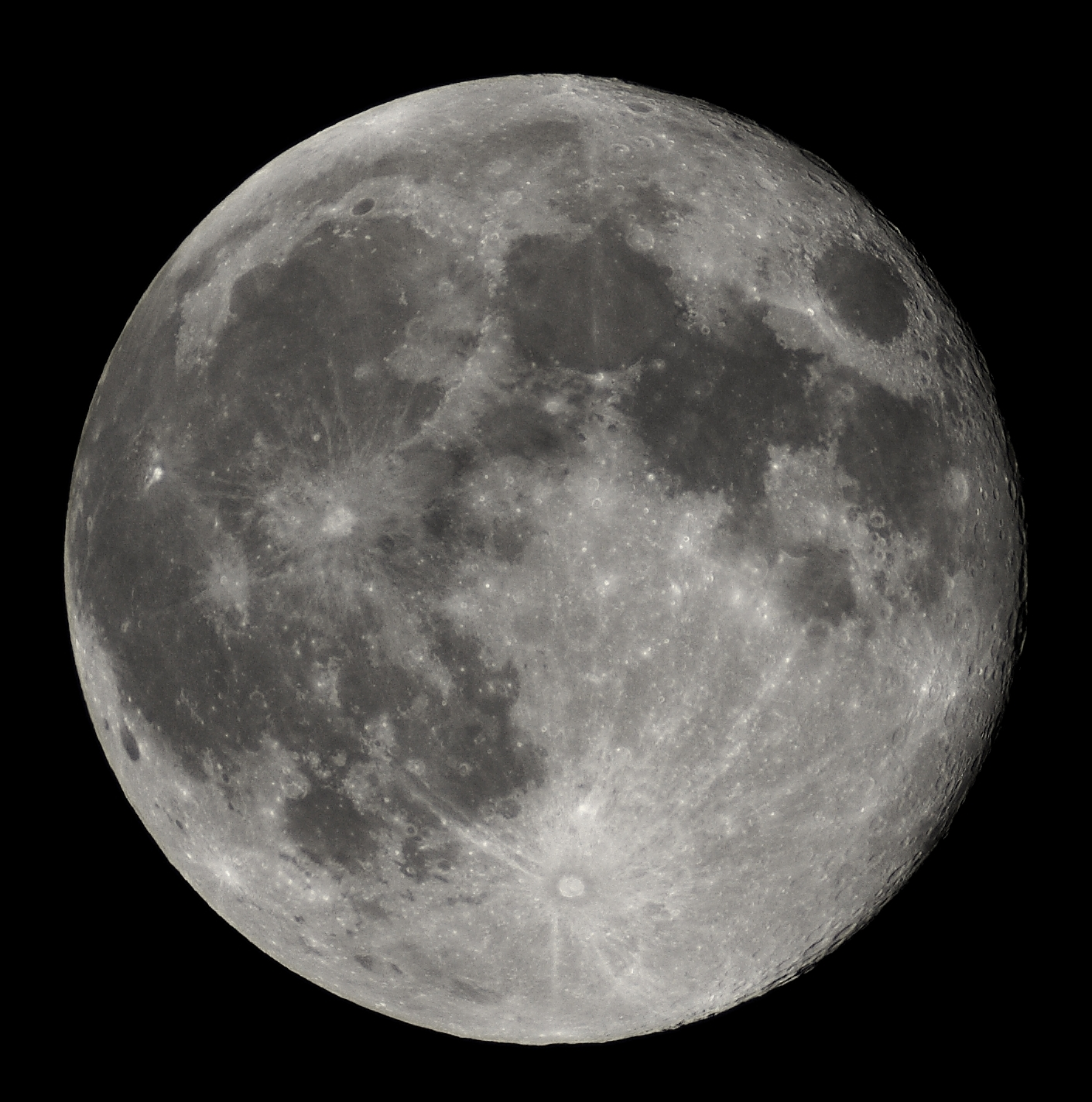

La cara de la Lluna (també coneguda en altres cultures com "l'home de la Lluna" o "el conill de la Lluna"), és la figura aparent que dibuixen els cràters de la Lluna quan aquesta està plena. Segons les diferents cultures que refereixen aquest fenomen, poden veure's també altres figures.

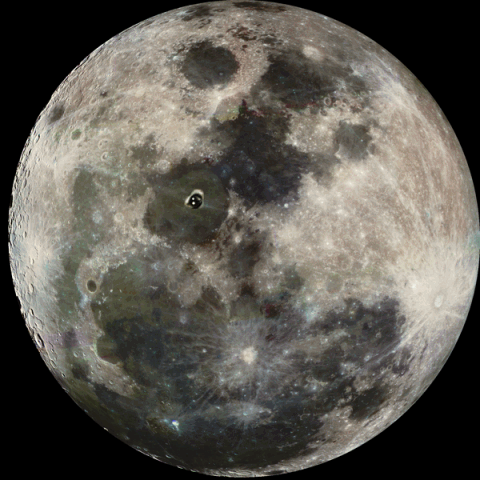
Moltes mitologies relacionen el conill amb la lluna, per una il·lusió òptica de la seva cara visible. Aquí la imatge de la lluna que només ha estat girada i se li ha afegit un ull.

En una de les més comunes percepcions occidentals d'una cara, els ulls de la figura són el Mare Imbrium i el Mare Serenitatis, el seu nas és Sinus Aestuum i la seva boca oberta la formen el Mare Nubium i el Mare Cognitum. Segons una vella tradició europea, també pot veure's la figura d'un home portant una ampla càrrega sobre les seves esquenes. De vegades se li veu acompanyat per un gosset.
Nombrosos dibuixos en la tradició occidental mostren una cara en la lluna plena o un perfil en la creixent que no es corresponen amb marques reals.

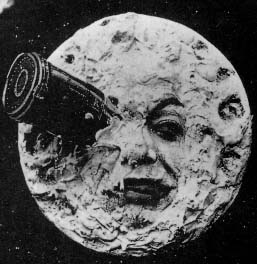
El viatge a la lluna, de Roger Violet

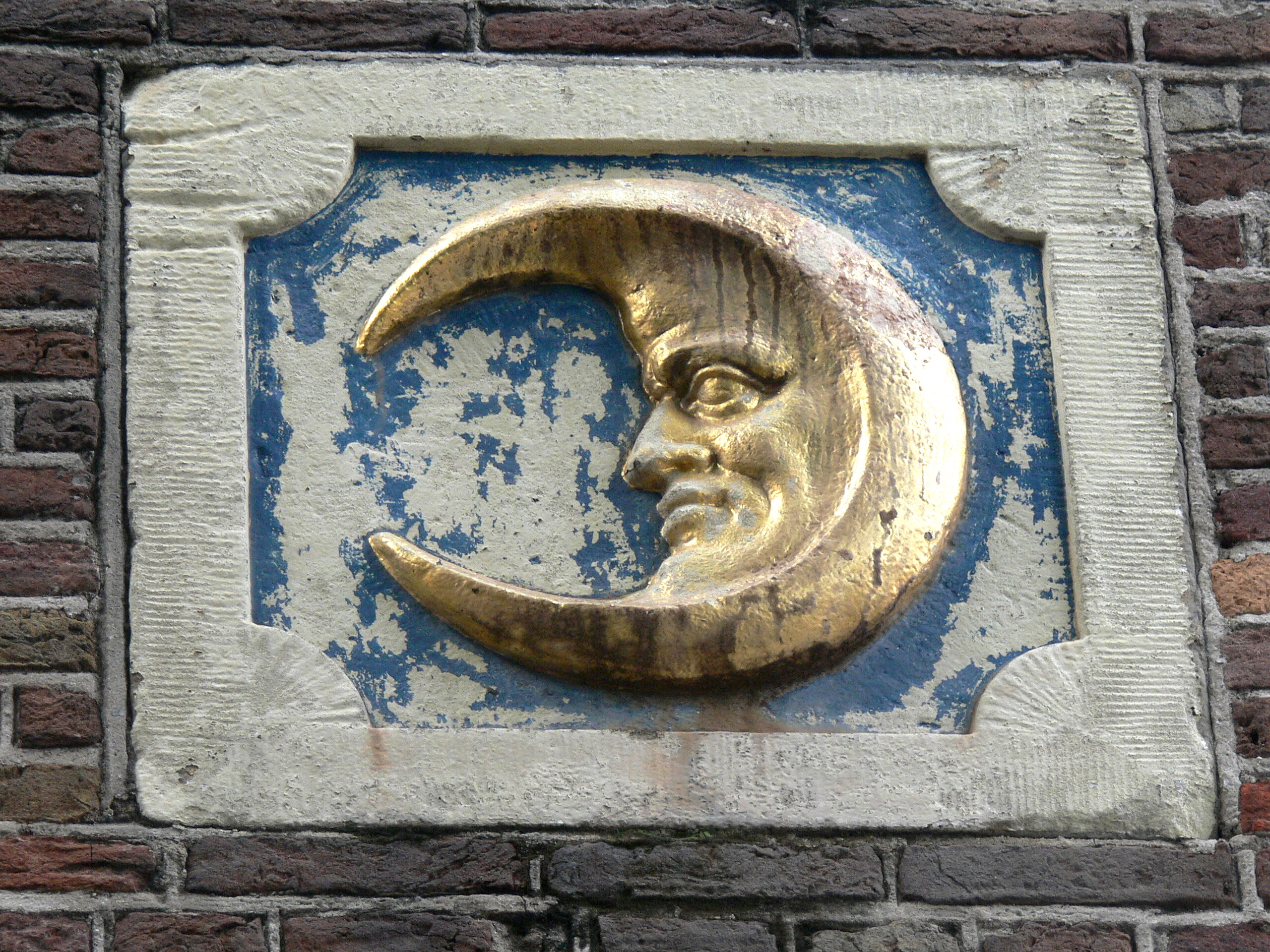
Representació d'un perfil de la Lluna en cambra creixent, en una casa d'Amsterdam

## Històries tradicionals sobre els seus orígens
Hi ha diverses explicacions sobre com va arribar aquest home o aquesta cara a la Lluna.
Una antiga tradició europea sosté que aquest home va ser confinat a la Lluna per cometre un crim. La tradició cristiana diu que l'home va ser enxampat mentre recollia llenya en dissabte i castigat per Déu a la mort per lapidació (Nombres, XV, 32-36).